# 정육백포체

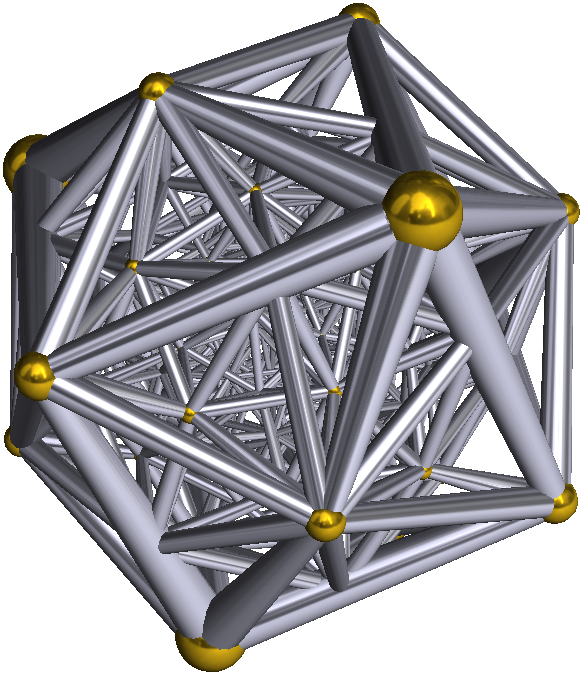
정육백포체의 모습.

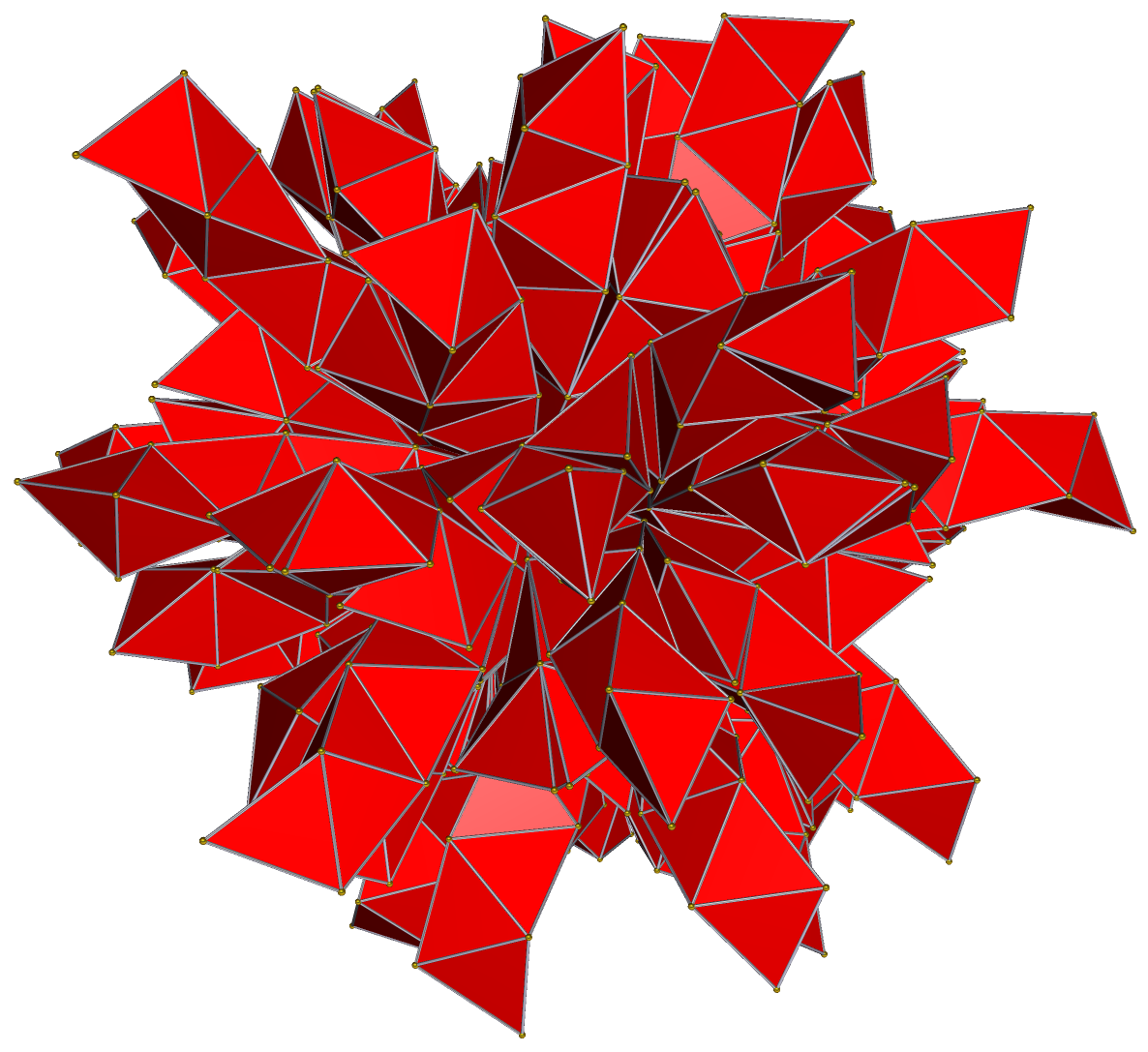
정육백포체의 전개도.

정육백포체(600-cell) 또는 초정이십면체(영어: Hyperdodecahedron)는 정이십면체를 4차원으로 확장한 4차원 정다포체이다. 슐레플리 기호는 {3, 3, 5}이다.
똣난 정육백포체는 한 모서리에 정사면체 5개를 붙여서 만들어지며, 이면각은 약 164.48도이다. 쌍대다포체는 정백이십포체이다. 정백이십포체와 함께 이포각의 크기가 120°보다 커서 5차원 이상의 정다포체가 될 수 없으며, 정오포체도 한 이포각의 크기가 72°보다 크기 때문에 슐레플리 기호의 숫자 5는 5차원 이후로는 사라지게 된다. 

## 같이 보기
- 정이십사포체
- 정백이십포체
- 다포체